# گکوی خاران
گکوی خاران (نام علمی: Rhinogekko femoralis) نام یک گونه از تیره گکویان است.